# كايل براون (لاعب كرة قدم أمريكية)
كايل براون (بالإنجليزية: Kyle Brown)‏ هو لاعب كرة قدم أمريكية أمريكي، ولد في 31 ديسمبر 1983 في بلدة ويست بلومفيلد في الولايات المتحدة.